# Grupo de Forcados Amadores da Amareleja
O Grupo de Forcados Amadores da Amareleja é um grupo de forcados da vila da Amareleja, município de Moura. Os Amadores da Amareleja foram fundados a 16 de Agosto de 2003.

## História
O Cabo fundador foi Milton Raimundo. A primeira corrida do Grupo decorreu a 16 de Agosto de 2003.
Na comemoração dos 10 anos do Grupo os Amadores da Amareleja foram homenageados pela Câmara Municipal de Moura.
A 23 de Abril de 2021 o Grupo foi expulso da Associação Nacional de Grupos de Forcados, deixando de poder participar em corridas em que intervenham grupos associados.

## Cabos
- João Soeiro
- António Quadrado, destituído
- António Pedro Vasco